# Lennie Persson
Lennie Persson (ur. 20 czerwca 1979) – szwedzki zapaśnik walczący w stylu klasycznym. Zajął siódme miejsce na mistrzostwach Europy w 2010. Szósty w Pucharze Świata w 2015. Cztery razy na podium mistrzostw nordyckich w latach 2002 – 2011.
Mistrz Szwecji w 2010 i 2015 roku.